# Louise Chevalier (médecin)
Pour les articles homonymes, voir Louise Chevalier et Chevalier.
Louise Chevalier, O.C., M.D., D.C.L., F.R.C.P., née en 1925 et mort le 13 décembre 2010 à Montréal, est une médecin québécoise.
Elle est la fondatrice de la clinique pour enfants leucémiques et la directrice de la clinique oncologique de l'Hôpital de Montréal pour enfants.

## Biographie
Elle meurt le 13 décembre 2010 à Montréal. 

## Distinctions
- 1987 -  Officier de l'Ordre du Canada[2]